# St. Jost (Galgenen)

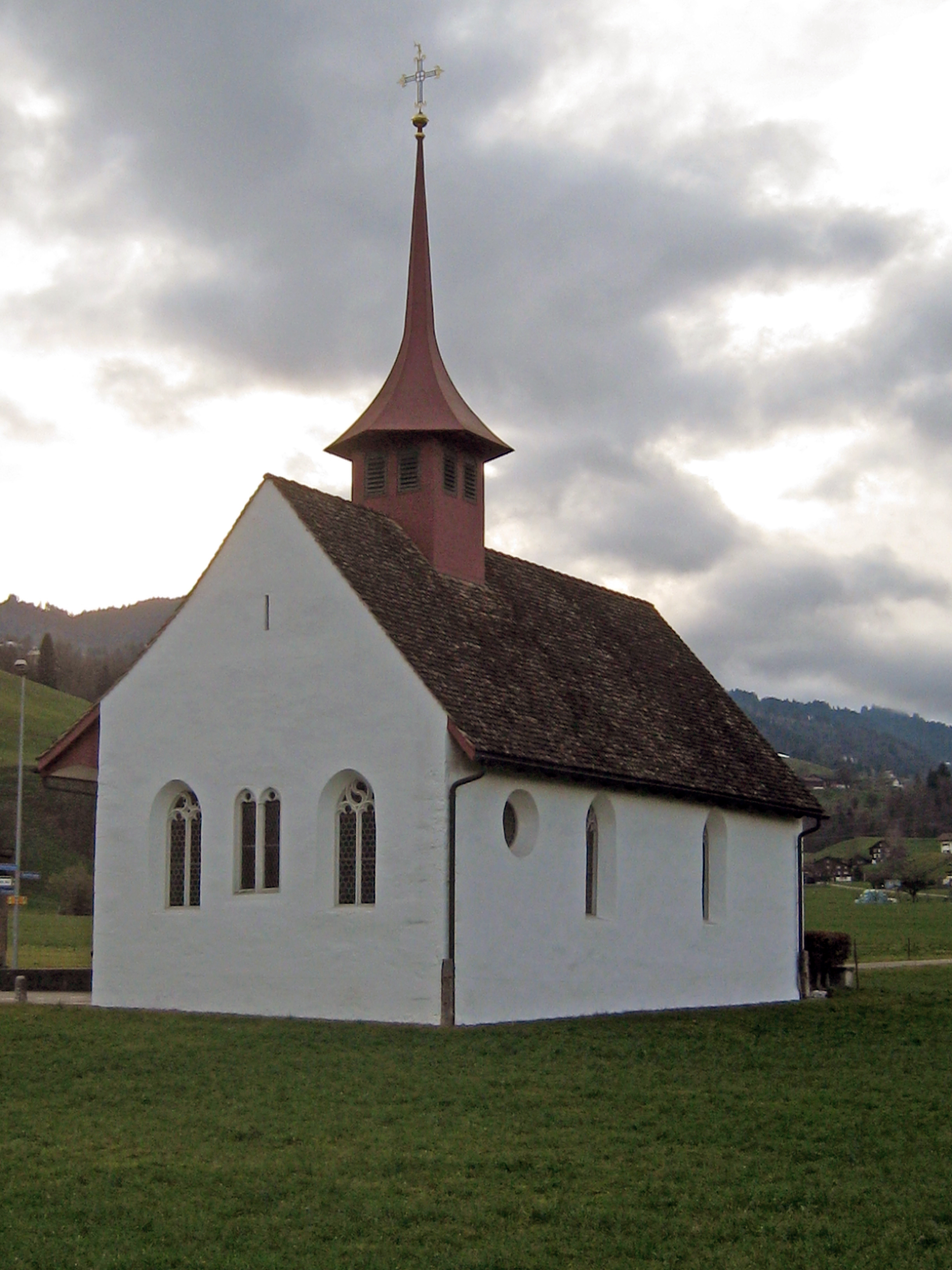
Kapelle St. Jost (aus Nordosten)

Die St.-Jost-Kapelle befindet sich an der alten Landstrasse (Obergasse) bei Galgenen im Schweizer Kanton Schwyz. 

## Geschichte
Die als kunsthistorisch wertvoll eingestufte Kapelle wurde 1362 erstmals in einem Ablassbrief erwähnt und wurde 1398 geweiht. Die Kapelle liegt an der Obergasse, einem alten Weg von Reichenburg nach Lachen, der als Teil des Pilger- oder Jakobswegs über Einsiedeln nach Santiago de Compostela führt. 1622–1623 erfolgte der barocke Umbau der Kapelle, doch blieben Teile der gotischen Wandmalereien erhalten. Bei der Neugestaltung 1622 ist beispielsweise das Bild der Baumvision (auch Blütenvision) von Sebastian Gisig entstanden. Darüber hinaus ist die Kirche mit weiteren Bildern aus dem Leben des Niklaus von Flüe (Sarner Prozess) ausgemalt. Bis 1630 bestand eine Kaplaneipfründe mit Pfrundhaus bei der Kapelle.
Bei den Restaurationskonzepten zu Beginn des 20. Jahrhunderts galt, dass ältere Bildschichten wertvoller seien als jüngere. Daher wurden ältere Bildzyklen freigelegt und damit jüngere Bildschichten zerstört. Trotz diesen Massnahmen, die für die ersten Jahrzehnte des 20. Jahrhunderts landesweit typisch sind, gehört die Raumausstattung der Kapelle zu den wertvollsten und interessantesten innerhalb des Kantons Schwyz. 1987/1988 erfolgte eine Aussenrestaurierung und Dachstuhlsanierung der Kapelle. In den Jahren 2011/2012 wurde die Kapelle St. Jost auch noch einer umfassenden Innenrestaurierung unterzogen.

## Aussehen
Durch die Umbauten wurden teilweise spätgotische Formenelemente (wie etwa die Altäre) mit Renaissanceteilen architektonisch vermischt. An der Südfassade befinden sich Wandmalereien.

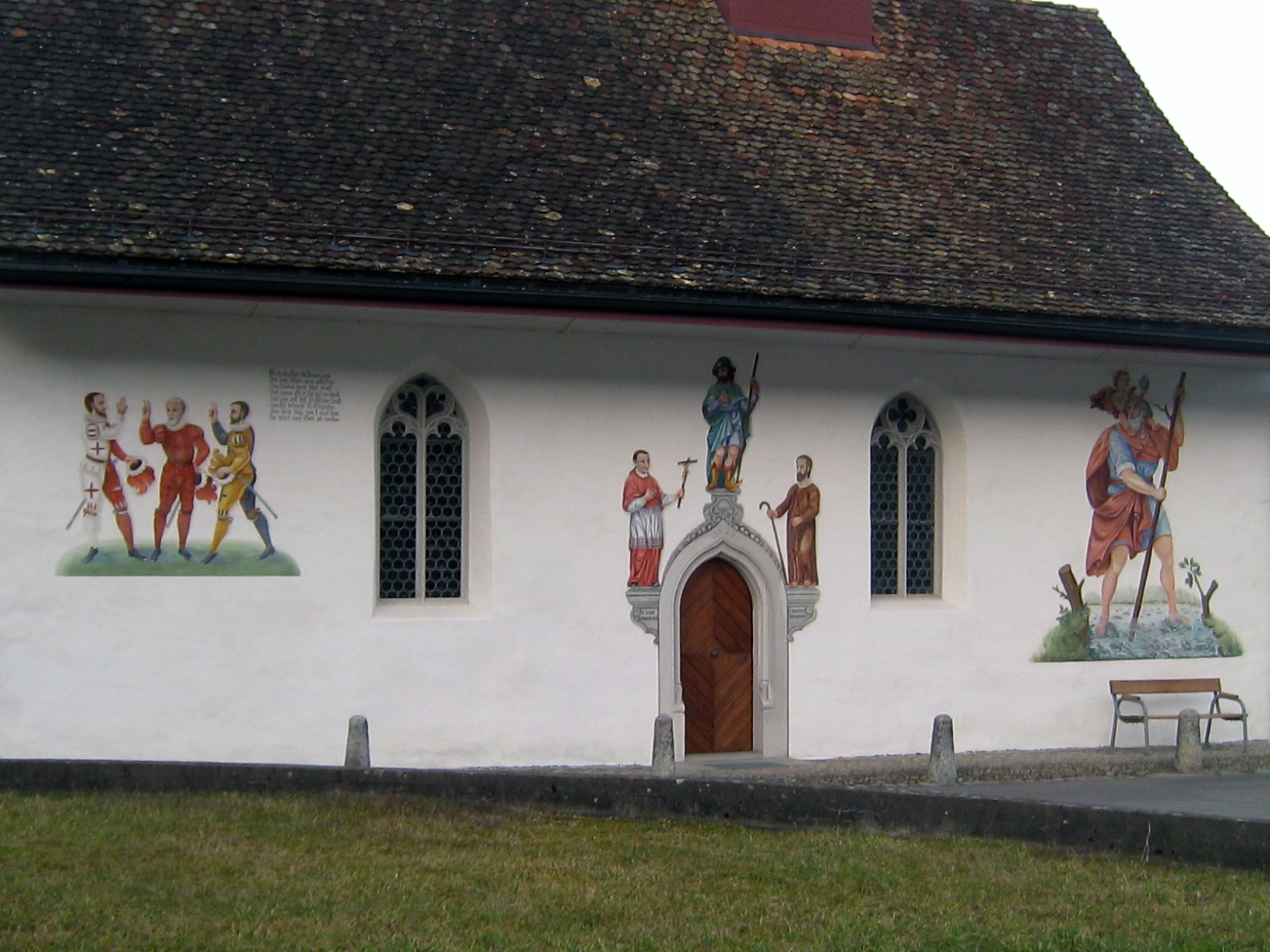
Südseite von St. Jost
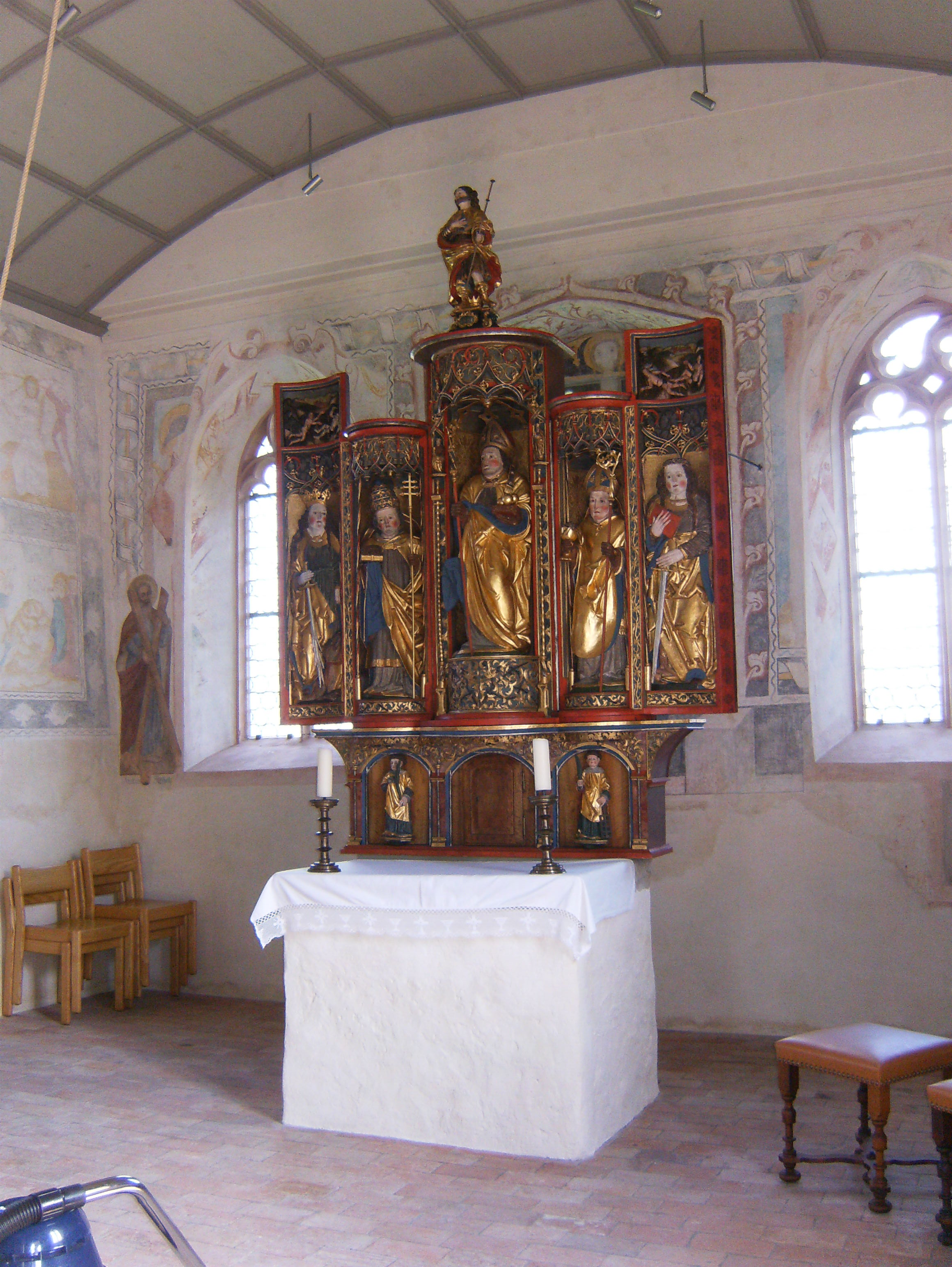
Hauptaltar
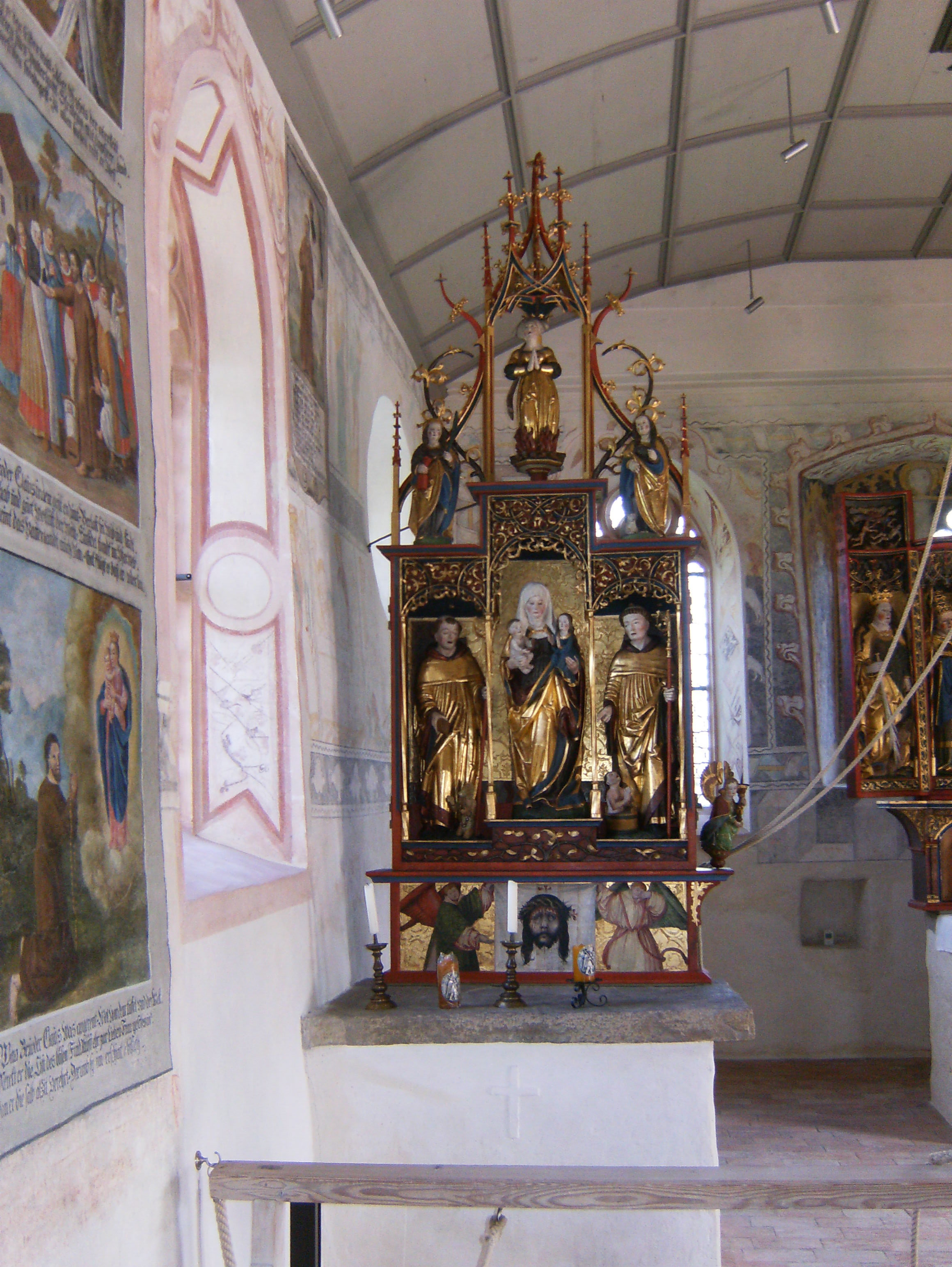
Seitenaltar
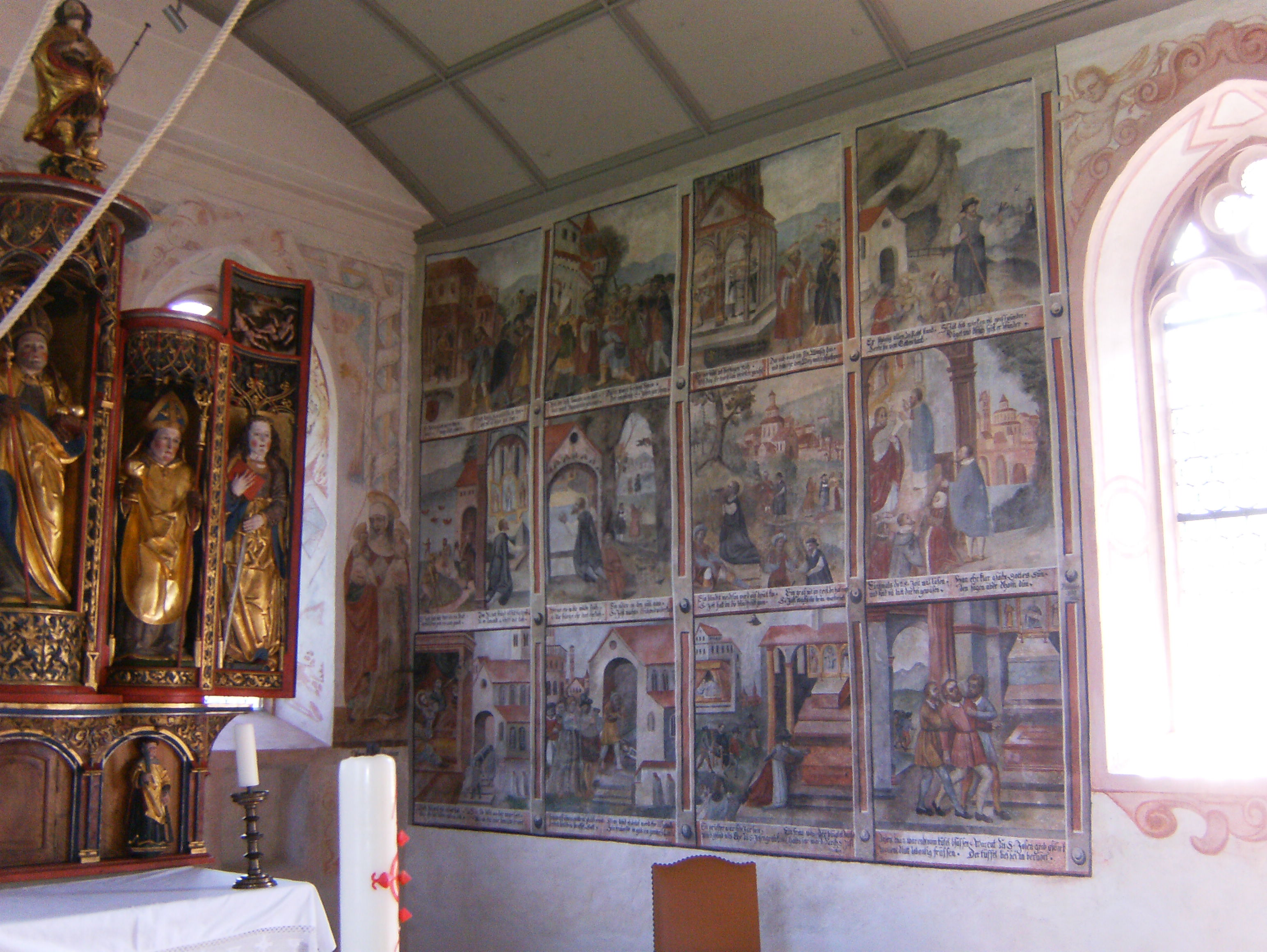
Wandmalerei, rechts
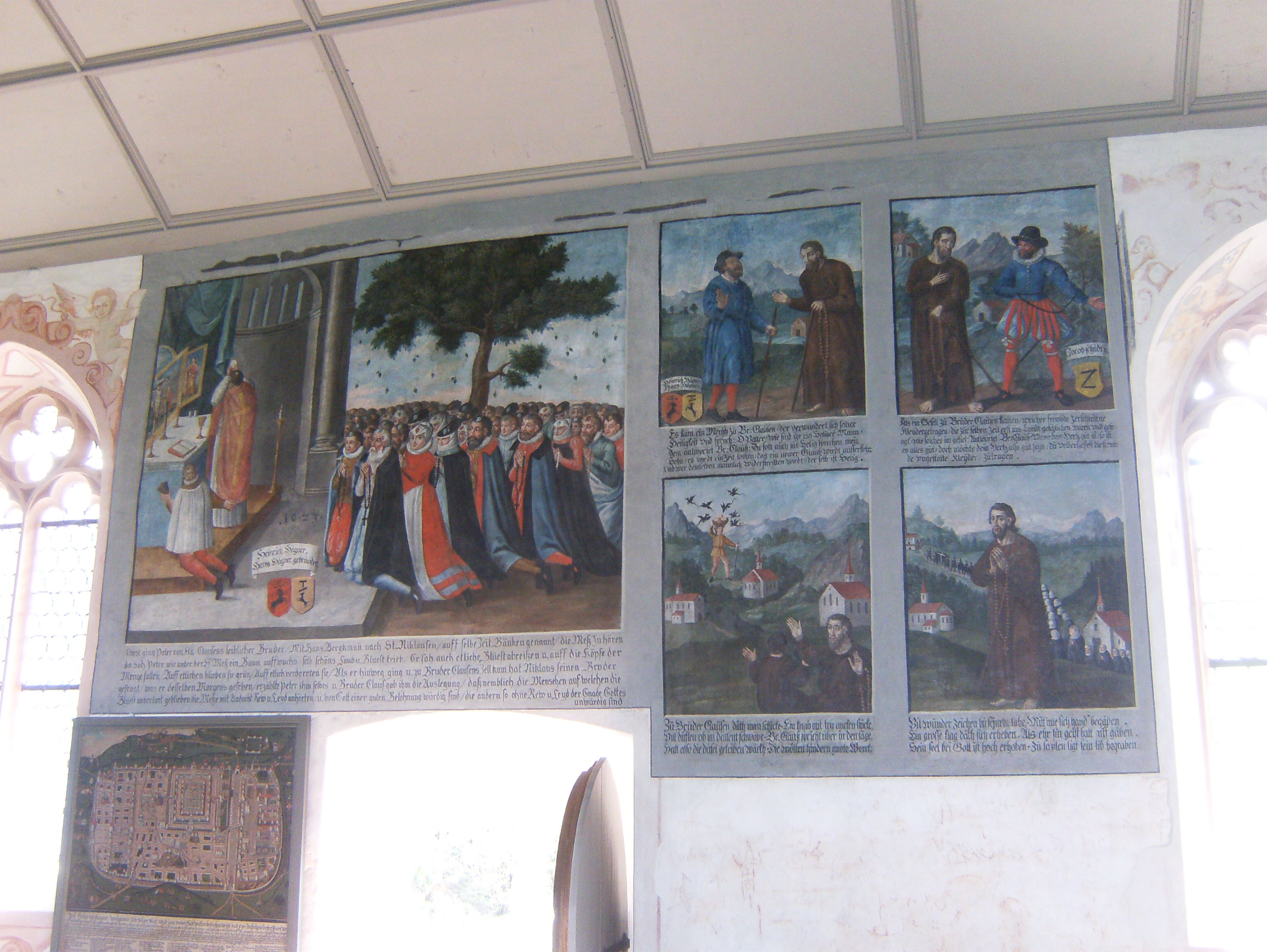
Wandmalerei, Mitte rechts
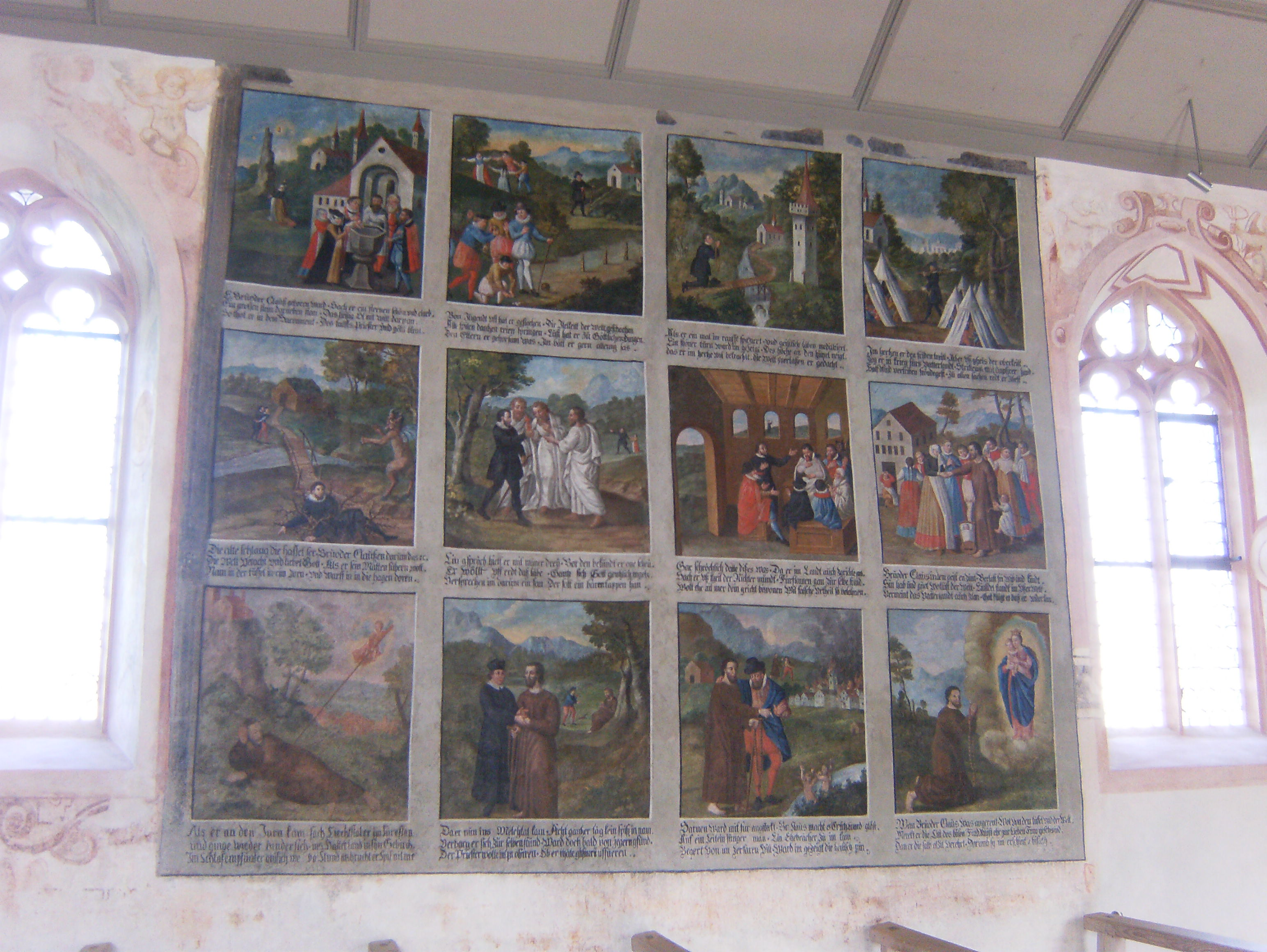
Wandmalerei, links